# Умножение матриц
Умноже́ние ма́триц — одна из основных операций над матрицами. Матрица, получаемая в результате операции умножения, называется произведе́нием ма́триц. Элементы новой матрицы получаются из элементов старых матриц в соответствии с правилами, проиллюстрированными ниже.
Матрицы {\displaystyle A} и {\displaystyle B} могут быть перемножены, если они совместимы в том смысле, что число столбцов матрицы {\displaystyle A} равно числу строк {\displaystyle B}.
Матрицы обладают многими алгебраическими свойствами умножения, присущими обычным числам, за исключением коммутативности.
Для квадратных матриц, помимо умножения, может быть введена операция возведения матрицы в степень и обратная матрица.
Тогда как матрицы используются для описания, в частности, преобразований математических пространств (поворот, отражение, растяжение и другие), произведение матриц будет описывать композицию преобразований.

## Определение
Пусть даны две прямоугольные матрицы {\displaystyle A} и {\displaystyle B} размерности {\displaystyle l\times m} и {\displaystyle m\times n} соответственно:
{\displaystyle A={\begin{bmatrix}a_{11}&a_{12}&\cdots &a_{1m}\\a_{21}&a_{22}&\cdots &a_{2m}\\\vdots &\vdots &\ddots &\vdots \\a_{l1}&a_{l2}&\cdots &a_{lm}\end{bmatrix}},\;\;\;B={\begin{bmatrix}b_{11}&b_{12}&\cdots &b_{1n}\\b_{21}&b_{22}&\cdots &b_{2n}\\\vdots &\vdots &\ddots &\vdots \\b_{m1}&b_{m2}&\cdots &b_{mn}\end{bmatrix}}.}
Тогда матрица {\displaystyle C} размерностью {\displaystyle l\times n}:
{\displaystyle C={\begin{bmatrix}c_{11}&c_{12}&\cdots &c_{1n}\\c_{21}&c_{22}&\cdots &c_{2n}\\\vdots &\vdots &\ddots &\vdots \\c_{l1}&c_{l2}&\cdots &c_{ln}\end{bmatrix}},}
в которой:
{\displaystyle c_{ij}=\sum _{r=1}^{m}a_{ir}b_{rj}\;\;\;\left(i=1,2,\ldots l;\;j=1,2,\ldots n\right).}
называется их произведением.
Операция умножения двух матриц выполнима только в том случае, если число столбцов в первом сомножителе равно числу строк во втором; в этом случае говорят, что матрицы согласованы. В частности, умножение всегда выполнимо, если оба сомножителя — квадратные матрицы одного и того же порядка.
Таким образом, из существования произведения {\displaystyle AB} вовсе не следует существование произведения {\displaystyle BA.}

## Иллюстрация
Произведение матриц AB состоит из всех возможных комбинаций скалярных произведений вектор-строк матрицы A и вектор-столбцов матрицы B. Элемент матрицы AB с индексами i, j есть скалярное произведение i-ой вектор-строки матрицы A и j-го вектор-столбца матрицы B.
Иллюстрация справа демонстрирует вычисление произведения двух матриц A и B, она показывает как каждые пересечения в произведении матриц соответствуют строкам матрицы A и столбцам матрицы B. Размер результирующей матрицы всегда максимально возможный, то есть для каждой строки матрицы A и столбца матрицы B есть всегда соответствующее пересечение в произведении матрицы.
Значения на пересечениях, отмеченных кружочками, будут:
{\displaystyle {\begin{aligned}{\color {Red}x_{1,2}}&=(a_{1,1},a_{1,2})\cdot (b_{1,2},b_{2,2})\\&=a_{1,1}b_{1,2}+a_{1,2}b_{2,2}\\{\color {Blue}x_{3,3}}&=(a_{3,1},a_{3,2})\cdot (b_{1,3},b_{2,3})\\&=a_{3,1}b_{1,3}+a_{3,2}b_{2,3}\end{aligned}}}
В общем случае, произведение матриц не является коммутативной операцией. К примеру:
{\displaystyle {\overset {3\times 4{\text{ matrix}}}{\begin{bmatrix}\cdot &\cdot &\cdot &\cdot \\\cdot &\cdot &\cdot &\cdot \\\color {Blue}1&\color {Blue}2&\color {Blue}3&\color {Blue}4\\\end{bmatrix}}}{\overset {4\times 5{\text{ matrix}}}{\begin{bmatrix}\cdot &\cdot &\cdot &\color {Red}a&\cdot \\\cdot &\cdot &\cdot &\color {Red}b&\cdot \\\cdot &\cdot &\cdot &\color {Red}c&\cdot \\\cdot &\cdot &\cdot &\color {Red}d&\cdot \\\end{bmatrix}}}={\overset {3\times 5{\text{ matrix}}}{\begin{bmatrix}\cdot &\cdot &\cdot &\cdot &\cdot \\\cdot &\cdot &\cdot &\cdot &\cdot \\\cdot &\cdot &\cdot &x_{3,4}&\cdot \\\end{bmatrix}}}}
Элемент {\displaystyle x_{3,4}} произведения матриц, приведённых выше, вычисляется следующим образом
{\displaystyle x_{3,4}=({\color {Blue}1},{\color {Blue}2},{\color {Blue}3},{\color {Blue}4})\cdot ({\color {Red}a},{\color {Red}b},{\color {Red}c},{\color {Red}d})={\color {Blue}1}\cdot {\color {Red}a}+{\color {Blue}2}\cdot {\color {Red}b}+{\color {Blue}3}\cdot {\color {Red}c}+{\color {Blue}4}\cdot {\color {Red}d}}
Первая координата в обозначении матрицы обозначает строку, вторая координата — столбец; этот порядок используют как при индексации, так и при обозначении размера. Элемент {\displaystyle x_{{\color {Blue}i}{\color {Red}j}}} на пересечении строки {\displaystyle i} и столбца {\displaystyle j} результирующей матрицы является скалярным произведением {\displaystyle i}-й строки первой матрицы и {\displaystyle j}-го столбца второй матрицы.
Это объясняет почему ширина и высота умножаемых матриц должны совпадать: в противном случае скалярное произведение не определено.

## Обсуждение
Увидеть причины описанного правила матричного умножения легче всего, рассмотрев умножение вектора на матрицу.
Последнее естественно вводится исходя из того, что при разложении векторов по базису действие (любого) линейного оператора A даёт выражение компонент вектора v' = Av:
{\displaystyle v'_{i}=\sum \limits _{j}A_{ij}v_{j}}
То есть линейный оператор оказывается представлен матрицей, векторы — векторами-столбцами, а действие оператора на вектор — матричным умножением вектора-столбца слева на матрицу оператора (это частный случай матричного умножения, когда одна из матриц — вектор-столбец — имеет размер {\displaystyle n\times 1}).
(Равно переход к любому новому базису при смене координат представляется полностью аналогичным выражением, только {\displaystyle v'_{i}} в этом случае уже не компоненты нового вектора в старом базисе, а компоненты старого вектора в новом базисе; при этом {\displaystyle A_{ij}} — элементы матрицы перехода к новому базису).
Рассмотрев последовательное действие на вектор двух операторов: сначала A, а потом B (или преобразование базиса A, а затем преобразование базиса B), дважды применив нашу формулу, получим:
{\displaystyle v''_{i}=\sum \limits _{j}B_{ij}\sum \limits _{k}A_{jk}v_{k}=\sum \limits _{j}\sum \limits _{k}B_{ij}A_{jk}v_{k}=\sum \limits _{k}\sum \limits _{j}(B_{ij}A_{jk})v_{k},}
откуда видно, что композиции BA действия линейных операторов A и B (или аналогичной композиции преобразований базиса) соответствует матрица, вычисляемая по правилу произведения соответствующих матриц:
{\displaystyle (BA)_{ik}=\sum \limits _{j}B_{ij}A_{jk}.}
Определённое таким образом произведение матриц оказывается совершенно естественным и очевидно полезным (даёт простой и универсальный способ вычисления композиций произвольного количества линейных преобразований).

## Свойства
Сочетательное свойство, ассоциативность:
{\displaystyle \mathbf {A} (\mathbf {BC} )=(\mathbf {AB} )\mathbf {C} ;}
{\displaystyle \alpha (\mathbf {AB} )=(\alpha \mathbf {A} )\mathbf {B} =\mathbf {A} (\alpha \mathbf {B} ).}
Распределительное свойство, дистрибутивность относительно сложения:
{\displaystyle \mathbf {A} (\mathbf {B} +\mathbf {C} )=\mathbf {AB} +\mathbf {AC} ;}
{\displaystyle (\mathbf {A} +\mathbf {B} )\mathbf {C} =\mathbf {AC} +\mathbf {BC} .}.
Произведение матрицы на единичную матрицу {\displaystyle \mathbf {E} } подходящего порядка равно самой матрице:
{\displaystyle \mathbf {EA} =\mathbf {A} ;}
{\displaystyle \mathbf {AE} =\mathbf {A} .}
Произведение матрицы на нулевую матрицу {\displaystyle \mathbf {0} } подходящей размерности равно нулевой матрице:
{\displaystyle \mathbf {0A} =\mathbf {0} ;}
{\displaystyle \mathbf {A0} =\mathbf {0} .}
Если {\displaystyle \mathbf {A} } и {\displaystyle \mathbf {B} } — квадратные матрицы одного и того же порядка, то произведение матриц обладает ещё рядом свойств.
Умножение матриц в общем случае некоммутативно:
{\displaystyle \mathbf {AB} \neq \mathbf {BA} .}
Если {\displaystyle \mathbf {AB} =\mathbf {BA} }, то матрицы {\displaystyle \mathbf {A} } и {\displaystyle \mathbf {B} } называются коммутирующими между собой.
Простейшие примеры коммутирующих матриц:
- любая квадратная матрица — с самой собой: {\displaystyle \mathbf {AA} =\mathbf {AA} =\mathbf {A^{2}} } (возведение матрицы в квадрат);
- любая квадратная матрица — с единичной матрицей того же порядка: {\displaystyle \mathbf {AE} =\mathbf {EA} =\mathbf {A} };
- любая квадратная матрица — с нулевой матрицей того же порядка: {\displaystyle \mathbf {A0} =\mathbf {0A} =\mathbf {0} };
- любая невырожденная квадратная матрица — со своей обратной матрицей: {\displaystyle \mathbf {AA^{-1}} =\mathbf {A^{-1}A} =\mathbf {E} }.

Определитель и след произведения не зависят от порядка умножения матриц:
{\displaystyle \det(\mathbf {AB} )=\det(\mathbf {BA} )=\det \mathbf {A} \cdot \det \mathbf {B} ;}
{\displaystyle {\mbox{tr}}(\mathbf {AB} )={\mbox{tr}}(\mathbf {BA} ).}

## Обратная матрица
Квадратная матрица {\displaystyle A} называется неособенной (невырожденной), если она имеет единственную обратную матрицу {\displaystyle A^{-1}} такую, что выполняется условие:
{\displaystyle AA^{-1}=A^{-1}A=E.}
В противном случае матрица {\displaystyle A} называется особенной (вырожденной).
Матрица {\displaystyle A=\left[a_{ik}\right]} порядка {\displaystyle n} является невырожденной в том и только в том случае, если {\displaystyle \det A=\det \left[a_{ik}\right]\neq 0;} в этом случае {\displaystyle A^{-1}} есть квадратная матрица того же порядка {\displaystyle n:}
{\displaystyle A^{-1}=\left[a_{ik}\right]^{-1}=\left[{\frac {A_{ki}}{\det A}}\right],}
где {\displaystyle A_{ik}} — алгебраическое дополнение элемента {\displaystyle a_{ik}} в определителе {\displaystyle \det \left[a_{ik}\right].}

## Алгоритмы быстрого перемножения матриц
Сложность вычисления произведения матриц по определению составляет {\displaystyle \ O(n^{3})}, однако существуют более эффективные алгоритмы, применяющиеся для больших матриц. Вопрос о предельной скорости умножения больших матриц, также как и вопрос о построении наиболее быстрых и устойчивых практических алгоритмов умножения больших матриц остаётся одной из нерешённых проблем линейной алгебры.
- Алгоритм Штрассена (1969)

Первый алгоритм быстрого умножения больших матриц был разработан Фолькером Штрассеном в 1969 году. В основе алгоритма лежит рекурсивное разбиение матриц на блоки 2×2. Штрассен доказал, что матрицы 2×2 можно некоммутативно перемножить с помощью семи умножений, поэтому на каждом этапе рекурсии выполняется семь умножений вместо восьми. В результате асимптотическая сложность этого алгоритма составляет {\displaystyle O(n^{\log _{2}7})\approx O(n^{2.81})}. Недостатком данного метода является бо́льшая сложность программирования по сравнению со стандартным алгоритмом, слабая численная устойчивость и больший объём используемой памяти. Разработан ряд алгоритмов на основе метода Штрассена, которые улучшают численную устойчивость, скорость по константе и другие его характеристики. Тем не менее, в силу простоты алгоритм Штрассена остаётся одним из практических алгоритмов умножения больших матриц. Штрассен также выдвинул следующую гипотезу Штрассена: для сколь угодно малого {\displaystyle \varepsilon >0} существует алгоритм, при достаточно больших натуральных n гарантирующий перемножение двух матриц размера {\displaystyle n\times n} за {\displaystyle O(n^{2+\varepsilon })} операций.
- Дальнейшие улучшения показателя степени ω для скорости матричного умножения

Хронология улучшения оценок показателя степени ω для вычислительной сложности матричного умножения.

В дальнейшем оценки скорости умножения больших матриц многократно улучшались. Однако эти алгоритмы носили теоретический, в основном приближённый характер. В силу неустойчивости алгоритмов приближённого умножения в настоящее время они не используются на практике.
- Алгоритм Пана (1978)

В 1978 году Пан предложил свой метод умножения матриц, сложность которого составила Θ(n2.78041).
- Алгоритм Бини (1979)

В 1979 году группа итальянских учёных во главе с Бини разработала алгоритм умножения матриц с использованием тензоров. Его сложность составляет Θ(n2.7799).
- Алгоритмы Шёнхаге (1981)

В 1981 году Шёнхаге представил метод, работающий со скоростью Θ(n2.695). Оценка получена с помощью подхода, названного частичным матричным умножением. Позже ему удалось получить оценку Θ(n2.6087).
Затем Шёнхаге на базе метода прямых сумм получил оценку сложности Θ(n2.548). Романи сумел понизить оценку до Θ(n2.5166), а Пан — до Θ(n2.5161).
- Алгоритм Копперсмита — Винограда (1990)

В 1990 году Копперсмит и Виноград опубликовали алгоритм, асимптотическая сложность которого составляла O(n2.3755). Этот алгоритм использует идеи, схожие с алгоритмом Штрассена. На сегодняшний день модификации алгоритма Копперсмита—Винограда являются наиболее асимптотически быстрыми. В последней модификации (2024) сложность алгоритма составляет O(n2.371339). Известно, что широкий класс модификаций этого алгоритма в принципе не может достичь сложность лучше, чем O(n2.3078). Алгоритм Копперсмита—Винограда эффективен только на матрицах астрономического размера и на практике применяться не может.
- Связь с теорией групп (2003)

В 2003 году Кох и др. рассмотрели в своих работах алгоритмы Штрассена и Копперсмита-Винограда в контексте теории групп. Они показали, что гипотеза Штрассена справедлива (т.е. минимальная сложность ограничена {\displaystyle O(n^{2+\varepsilon })} для любого {\displaystyle \varepsilon }) , если выполняется одна из гипотез теории групп.

## Степени матриц
Квадратные матрицы можно многократно умножать сами на себя так же, как обычные числа, так как у них одинаковое число строк и столбцов.
Такое последовательное умножение можно назвать возведением матрицы в степень — это будет частный случай обычного умножения нескольких матриц. У прямоугольных матриц число строк и столбцов разное, поэтому их никогда нельзя возводить в степень.
Матрица A размерности n × n, возведённая в степень, определяется формулой
{\displaystyle \mathbf {A} ^{k}=\underbrace {\mathbf {A} \mathbf {A} \cdots \mathbf {A} } _{k}}
и обладает следующими свойствами (λ — некоторый скаляр):
Нулевая степень:
{\displaystyle \mathbf {A} ^{0}=\mathbf {E} }
где E - единичная матрица. Это аналог того факта, что нулевая степень любого числа равна единице.
Умножение на скаляр:
{\displaystyle (\lambda \mathbf {A} )^{k}=\lambda ^{k}\mathbf {A} ^{k}}
Определитель:
{\displaystyle \det(\mathbf {A} ^{k})=\det(\mathbf {A} )^{k}}
Наиболее простой способ вычисления степени матрицы — это умножать k раз матрицу A на результат предыдущего умножения, начиная с единичной матрицы, как это часто делают для скаляров.
Для диагонализируемых матриц существует лучший метод, основанный на использовании спектрального разложения матрицы A.
Ещё один метод, основанный на теореме Гамильтона — Кэли, строит более эффективное выражение для Ak, в котором в требуемую степень возводится скаляр, а не вся матрица.
Особый случай составляют диагональные матрицы.
Так как произведение диагональных матриц сводится к умножению соответствующих диагональных элементов, то k-ая степень диагональной матрицы A состоит из элементов, возведённых в требуемую степень:
{\displaystyle \mathbf {A} ^{k}={\begin{pmatrix}a_{11}&0&\cdots &0\\0&a_{22}&\cdots &0\\\vdots &\vdots &\ddots &\vdots \\0&0&\cdots &a_{nn}\end{pmatrix}}^{k}={\begin{pmatrix}a_{11}^{k}&0&\cdots &0\\0&a_{22}^{k}&\cdots &0\\\vdots &\vdots &\ddots &\vdots \\0&0&\cdots &a_{nn}^{k}\end{pmatrix}}.}
Таким образом, возвести диагональную матрицу в степень несложно.
При возведении произвольной матрицы (не обязательно диагональной) в степень часто полезным оказывается использовать сначала свойства диагонализируемых матриц.
Используя умножение матриц и возведение матриц в степень, можно определить другие операции над матрицами. Например, матричная экспонента может быть определена через степенной ряд, матричный логарифм — как обратная к матричной экспоненте функция и так далее.